# Manspreading

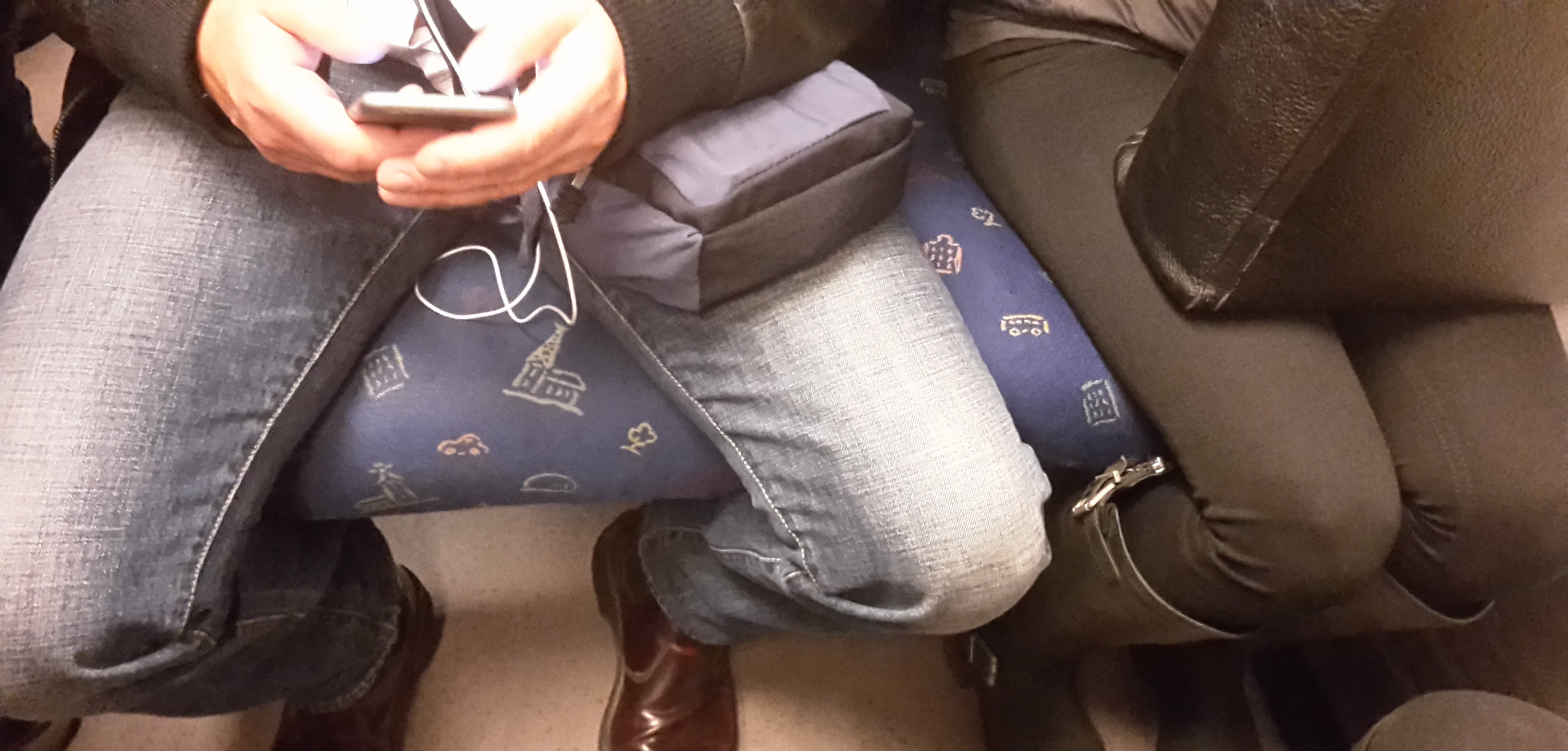
Ejemplo de despatarramiento masculino en el Metro de Estocolmo.

Despatarramiento o despatarre masculino, en inglés manspreading (pronunciado /ˈmænspɹɛdɪŋ/), es un término que se refiere a la práctica de algunos hombres de sentarse con las piernas abiertas en el transporte público, ocupando con ello el espacio de más de un asiento. Tanto la práctica como el uso del término han sido objeto de gran crítica y debate en internet. El término se popularizó en una campaña feminista contra el manspreading dentro de un blog de Tumblr, en el cual se publican cuadros de esta actitud psicomotora. En agosto de 2015, fue recogido por el diccionario Oxford English Dictionary.

## Etimología
La palabra manspreading se utiliza como sustantivo, no tiene traducción directa al español y está formada por el prefijo man ("hombre") y el sufijo spreading ("extendiéndose"). Aunque la forma inglesa es la más utilizada, la Fundéu BBVA propuso como posibles alternativas en castellano el uso de los sustantivos "despatarre" o "explayamiento" masculino o machista.

## Fisiología
Lou Schuler, ganador del National Magazine Awards y autor de libros de fitness y editor de las revistas Men's Fitness y Men's Health, explica que el 'manspreading' es natural debido a las características físicas naturales inherentes a los hombres que hacen que separar las rodillas sea la 'posición más cómoda para sentarse para los hombres'.

Esto es lo que sucede cuando alguien como yo se sienta con las rodillas juntas: La parte redondeada de la punta del fémur empujará contra el borde exterior del acetábulo (el encaje de la cadera), forzando el lábrum acetabular contra la cadera. Para mantener esa posición, debo activar los músculos abductores ubicados en el interior de mis muslos. Eso automáticamente generará resistencia de los abductores externos de mis caderas, creando una tensión que se extiende hasta la base de la espalda. En el instante en que dejo de contraer los músculos mis muslos se abren solos, dejando una abertura de aproximadamente 38 centímetros entre las rodillas, que equivale a tres cuartos de la abertura considerada «manspreading».

Las mujeres, en cambio, tienen una pelvis más ancha y fémurs que se posicionan más naturalmente hacia la línea media del cuerpo, y no hacia afuera. Sentarse con las piernas cerradas no causa estrés muscular en la mayoría de los casos, aunque eso cambia durante el embarazo, donde el peso de la panza empuja las rodillas hacia los lados.
— Lou Schuler

También se ha explicado que el manspreading se puede deber a factores como el ancho general de la pelvis, que es más grande en las mujeres, y el ángulo de la punta del femoral que es más agudo.

## Reacciones de autoridades y colectivos
En Estados Unidos, las autoridades de transporte de las ciudades de Nueva York y Seattle crearon sendas campañas para animar a los viajeros a adoptar posturas respetuosas con otros pasajeros en autobuses y trenes, la primera usando el lema Dude... stop the spread please! ("¡Amigo, deja de extenderte, por favor!"). Otras, como las de Philadelphia, Washington D. C. o Chicago, han declarado que el manspreading no supone un problema real en sus ciudades.
En Turquía, el colectivo feminista İstanbul Feminist Kolektif lanzó una campaña en redes sociales para que los viajeros dejaran de abrir las piernas en los asientos de autobuses y metros, y que no ocuparan más de un asiento. Para recopilar las fotos de denuncia, lanzaron hashtags como #bacaklarinitopla («deja de abrir las piernas») y #yerimisgaletme («no ocupes mi espacio»).

## Critícas hacia el concepto y la práctica

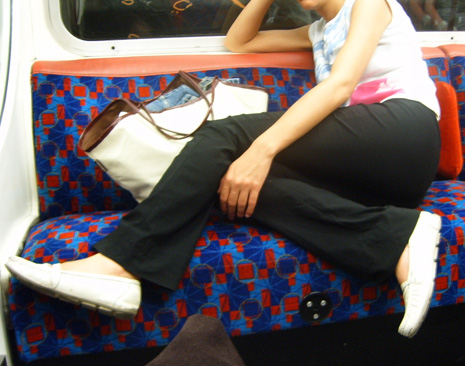
Ejemplo de una mujer que ocupa dos lugares en el metro de Londres, con una postura a veces llamada she-bagging.

Mientras se desarrollaban campañas contra el manspreading, se criticó el hecho de que se focalizara el problema exclusivamente en el género masculino. De hecho, se acuñó el término shebagging para describir a la ocupación de espacio por parte de los bolsos de las mujeres. Según informó la organización Police Reform Organizing Project, agentes del Departamento de Policía de Nueva York detuvieron en Brooklyn a dos hombres de origen latino por "man spreading", aunque la juez se mostró escéptica ante la acusación ya que aseguraba no creer que hubiera mucha gente en el metro a las 12:11 a. m. El actor Tom Hanks fue acusado por la prensa de manspreading al publicarse unas fotografías suyas sentado en el metro. Preguntado por ello en The Late Late Show with James Corden, Hanks contestó: «Esto me está fastidiando muchísimo [...] Fui acusado de manspreading porque parece que estoy ocupando dos asientos. Y oid, idiotas de internet, el tren estaba medio vacío, había muchísimo espacio».
La propia práctica del manspreading también ha sido criticada, generalmente por ocupar demasiado espacio. También se ha visto como resultado de un prejuicio de género. Se han elogiado ciertas medidas contra la extensión de piernas por parte del pasajero y algunos quieren que otras ciudades adopten medidas similares. La periodista Barbara Ellen lo describió en 2013 como «esencialmente ira por el espacio que estos hombres se sienten con derecho a ocupar».
También, en cuanto a fisiología, se ha criticado a quienes justifican este comportamiento bajo argumentos como el hecho de que el hombre necesita «refrescar» sus genitales. Incluso se hizo viral un hilo de Twitter, donde un biólogo español de nombre Rafa De la Rosa, desmontaba dicho argumento. Él considera que el manspreading, más que una falta de civismo, detrás hay una educación machista que dicta que las mujeres deben estar siempre con las piernas cerradas al sentarse a comparación de los hombres, razón por la que ellos sean más propenso a sentarse con las piernas extendidas.